# 李菩
李菩（越南语：／)，越南李太祖李公蕴的儿子，庶出且母不详，其生平没有太多记载，只知道他被其父封开国王（越南语：／)，李太祖李公蕴命令其于1024年讨伐都金州。他于1028年占据长安府造反，于是李太宗前往亲征，他只好投降，于是，太宗赦免了他的罪行。后来，他便失去了记载。

## 外部連結
- （中文）.   [2013-11-22]. （原始内容存档于2008-10-12）.